# Kleptoparazitismus

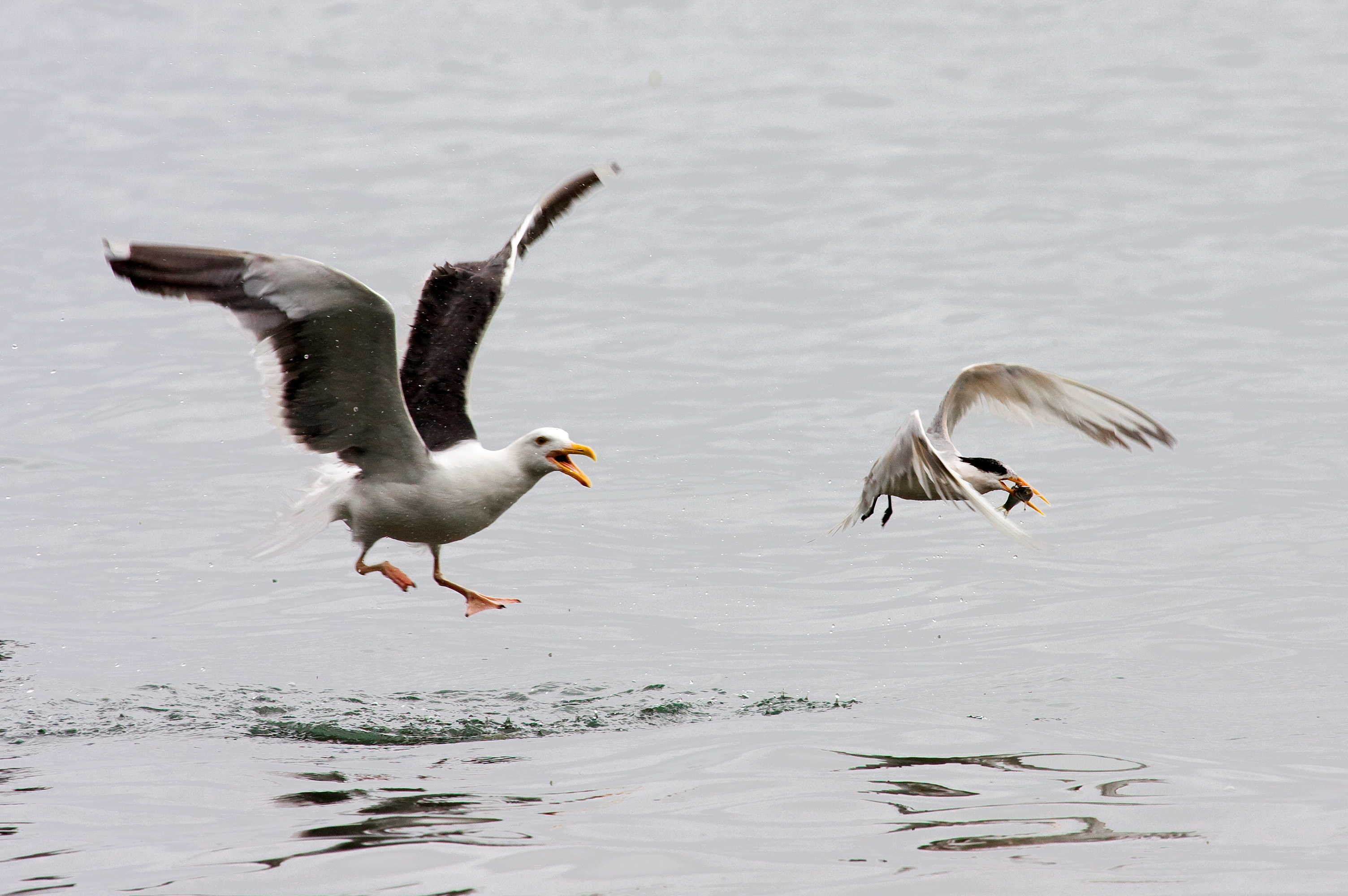
Racek západní při pokusu získat kořist rybáka západního – typický příklad kleptoparazitismu

Kleptoparazitismus (kleptoparasitismus) je parazitování formou kradení kořisti, stavebního materiálu atp. Rozlišuje se kleptoparazitismus intradruhový (mezi zástupci stejného druhu) a interdruhový (mezi zástupci různých druhů).
Chování je typické pro některé druhy
- savců – např. hyeny skvrnité (Crocuta crocuta) někdy ve smečce zahánějí od ulovené kořisti i větší šelmy;
- ptáků – např. racci, fregatky a chaluhy, ze sokolovitých karančo jižní; své druhové jméno tak získala chaluha příživná (Stercorarius parasiticus), která se živí převážně rybami, o něž olupuje jiné mořské ptáky; [1] při stavbě hnízda havrani polní kradou větvičky z nestřežených hnízd sousedících havranů atp.;
- hmyzu – např. některé druhy čeledi zelenuškovití (Chloropidae) se zdržují v blízkosti pavouků a živí se hmyzem, který pavouci ulovili.[2] Dále např. hojný drobný druh nomáda žlutotečná (Nomada flavoguttata) kleptoparazit drobného druhu pískorypka drobná (Andrena minutula) a další druhy rodu Nomada na různých hostitelích rodu Andrena, ruděnky (Sphecodes) na hostitelích rodu ploskočelka (Lasioglossum) a mnohé další.[3]

## Video
Jak si tučňáci kradou. In: Youtube [online]. Zveřejněno 24. října 2011 [cit. 20. 1. 208]. Dostupné z: https://www.stream.cz/cestovani-a-priroda/623288-jak-si-tucnaci-kradou